# Марієнтальська волость
Марієнтальська волость — історична адміністративно-територіальна одиниця Павлоградського повіту Катеринославської губернії.
Станом на 1886 рік складалася з 9 поселень, 9 сільських громад. Населення — 1147 осіб (602 чоловічої статі та 545 — жіночої), 168 дворових господарств.
|                     | Площа, десятин | У тому числі орної, дес. |
| ------------------- | -------------- | ------------------------ |
| Сільських громад    | 961            | 379                      |
| Приватної власності | 21870          | 6134                     |
| Казенної власності  | —              | —                        |
| Іншої власності     | —              | —                        |
| Загалом             | 22831          | 6513                     |

Найбільші поселення волості:
- Марієнталь — село при річці Солона за 106 верст від повітового міста, 457 осіб, 62 двори. За 6 верст — кінський завод, цегельний завод.
- Андронівка — село при річці Бик, 66 осіб, 13 дворів, кінський завод.